# Arrigetch Peaks
Arrigetch Peaks je skupina žulových vrcholů dosahujících nadmořské výšky až 2189 metrů  na jihozápadě pohoří Endicott Mountains, které je součástí Brooksova pohoří.
Vrcholy se nachází v národním parku Gates of the Arctic. Byly orientačním bodem původních obyvatel Aljašky, kteří je označovali jako „natažené prsty“. Skupina žulových vrcholů se tyčí nad ledovcovými údolími a boreálním jehličnatým lesem. Vrcholy jsou důkazem ledovcové aktivity a ukazují náhlý přechod od metamorfované horniny k žule.
Arrigetch Peaks je horní tok řeky Kobuk a dvou přítoků řeky Alatna (Arrigetch Creek a Aiyagomahala Creek).